# Renato Fasano
Renato Fasano (ur. 21 sierpnia 1902 w Neapolu, zm. 3 sierpnia 1979 w Rzymie) – włoski dyrygent.

## Życiorys
Studiował w Neapolu, gdzie jego nauczycielami byli Florestano Rossomandi (fortepian) i Antonio Savasta (dyrygentura). Pod wpływem kontaktów z Gian Francesco Malipierem zainteresował się problematyką włoskiej muzyki renesansowej, w której wykonawstwie później specjalizował się. W latach 1944–1947 pełnił funkcję dyrektora artystycznego Akademii Muzycznej św. Cecylii w Rzymie, następnie od 1972 do 1976 roku pełnił funkcję jej przewodniczącego. Od 1952 do 1960 roku prowadził konserwatoria w Cagliari, Trieście i Wenecji. W latach 1960–1972 był dyrektorem konserwatorium w Rzymie. W 1961 roku został odznaczony Medaglia d’oro w dziedzinie kultury.
Założył i prowadził zespoły I Virtuosi di Roma (1947) oraz Piccolo Teatro Musicale della Città di Roma (1957). Był wydawcą wybranych dzieł Antonia Vivaldiego. Komponował utwory kameralne i fortepianowe oraz pieśni. Opublikował pracę Storia degli abbellimenti musicali dal canto gregoriano a Verdi (Rzym 1949).